# Adar II
Adar Sheni, Adar Beit, Segundo Adar, Adar II (em hebraico: אדר ב) ou Veadar (da expressão hebraica: e Adar) é, no calendário lunissolar judaico, um mês de 29 dias que vem após o mês intercalar de Adar Rishon, Adar Alef, Primeiro Adar ou Adar I (em hebraico: אדר א) nos anos embolísticos.
O ano judaico deve ser periodicamente ajustado ao ciclo solar devido à determinação da Torá de que o mês de Nissan deve cair sempre na primavera (de Israel-hemisfério norte) ou, mais precisamente, de acordo com a determinação dos rabinos da época do Talmud - o equinócio da primavera tem que estar dentro do mês de Nissan. O ciclo de ajustes é de dezenove anos. Para este ajuste, é preciso determinar a diferença de dias entre um ano solar (aproximadamente 365 dias e 6 horas) e o período de 12 meses lunares (aproximadamente 354 dias e 9 horas): ele equivale aproximadamente a 10 dias e 21 horas, por isso, a cada 2 ou 3 anos é necessário acrescentar um mês de 30 dias (Adar I) após Shevat.
A maioria dos estudiosos designam erroneamente Adar II como o mês intercalar quando, na realidade, o mês intercalar exato é Adar I.
As celebrações observadas (ex.: Purim, Bar Mitzvah, etc) em Adar nos anos comuns são, nos anos embolísticos, em Adar Sheni.